# Jiroemon Kimura
Jiroemon Kimura (木村 次郎右衛門, Kimura Jirōemon, 19 d'abril de 1897 – 12 de juny de 2013) era un japonès supercentenari. Va ser l'home més longeu verificat de la història, i el primer home verificat en haver arribat als 116 anys. També va esdevenir la persona més longeva del món.